# Blatten
Blatten (walsertyska: uf der Blattu) är en ort och kommun i distriktet Westlich Raron i kantonen Valais, Schweiz. Kommunen hade 303 invånare år 2023.
Blatten nämndes första gången i en handling från 1343 som uffen der Blatten.

## Glaciärkollaps
Den 29 maj 2025 förstördes 90% av Blatten när Birchglaciären ovanför byn kollapsade. Tre miljoner kubikmeter grus, lera och is störtade ner och begravde byn.
På grund av den globala uppvärmningen har jordskred har blivit 5-10 gånger vanligare i de områden i Alperna som har permafrost. Myndigheterna följer förändringar i glaciärer och byn hade evakuerats den 17 maj. En 64-årig fårbonde som återvänt till byn för att ta hand om sina djur avled i glaciärkollapsen.